# Triepeolus micropygius
Triepeolus micropygius är en biart som beskrevs av Robertson 1903. Triepeolus micropygius ingår i släktet Triepeolus och familjen långtungebin. Inga underarter finns listade i Catalogue of Life.